# Liste der denkmalgeschützten Objekte in Kaunertal (Gemeinde)
Die Liste der denkmalgeschützten Objekte in Kaunertal enthält die 15 denkmalgeschützten, unbeweglichen Objekte der Gemeinde Kaunertal im Bezirk Landeck.

## Denkmäler
| Foto  |                 | Denkmal                                                                                         | Standort                                                | Beschreibung | Metadaten |
| ----- | --------------- | ----------------------------------------------------------------------------------------------- | ------------------------------------------------------- | --- | --- |
| ja    | Datei hochladen | Kath. Pfarrkirche Hl. Dreifaltigkeit HERIS-ID: 55630 Objekt-ID: 64364 TKK: 24186                | bei Feichten 140 Standort KG: Kaunertal                 | Schlichter spätbarocker Bau von 1789 bis 1792 erbaut, mit barocker Altarausstattung, mit 1891 Pfarrkirche. Deckenbilder von Johann und Stefan Kärle aus 1879. Schnitzfiguren, dem Bildhauer Stephan Föger zugeschrieben. Barocke Konsolfigur Johannes Evangelist um 1760/1765, dem Bildhauer Balthasar Horer zugeschrieben. Orgel von Franz Weber aus 1871. | BDA-Hist.: Q24275829 Status: § 2a Stand der BDA-Liste: 2025-06-30 Name: Kath. Pfarrkirche Hl. Dreifaltigkeit GstNr.: .96 Pfarrkirche Feichten                                                                                                   |
| ja    | Datei hochladen | Friedhof Feichten HERIS-ID: 75851 Objekt-ID: 89358 TKK: 115625                                  | bei Feichten 153 Standort KG: Kaunertal                 | Der Friedhof umgibt die Pfarrkirche Feichten in Feichten und wird von einer Umfassungsmauer begrenzt. Er wurde 1962/1963 erweitert, dabei wurde eine neue Totenkapelle mit Kriegerdenkmal errichtet. | BDA-Hist.: Q38140924 Status: § 2a Stand der BDA-Liste: 2025-06-30 Name: Friedhof Feichten GstNr.: 806, 804 Friedhof Feichten |
| ja    | Datei hochladen | Kriegerdenkmal Feichten HERIS-ID: 75852 Objekt-ID: 89359 TKK: 24189                             | neben Feichten 153 Standort KG: Kaunertal               | Das Kriegerdenkmal befindet sich im westlichen, vorhallenartigen Teil der Friedhofskapelle und besitzt eine überlebensgroße Pietà von Engelbert Gitterle sowie Gedenktafeln für die Gefallenen und Vermissten des Ersten und Zweiten Weltkriegs. | BDA-Hist.: Q38140936 Status: § 2a Stand der BDA-Liste: 2025-06-30 Name: Kriegerdenkmal Feichten GstNr.: 804 Kriegerdenkmal Feichten |
| ja    | Datei hochladen | Totenkapelle Feichten HERIS-ID: 75853 Objekt-ID: 89360 TKK: 135162                              | neben Feichten 153 Standort KG: Kaunertal               | Die Totenkapelle wurde anstelle eines Vorgängerbaus 1964 im Zuge der Friedhofserweiterung nach Plänen von Frohwalt Lechleitner als Mauerbau mit flachem Satteldach errichtet. Im westlichen, vorhallenartig geöffneten Teil befindet sich das Kriegerdenkmal. | BDA-Hist.: Q38140948 Status: § 2a Stand der BDA-Liste: 2025-06-30 Name: Totenkapelle Feichten GstNr.: 811 Totenkapelle Feichten |
| ja    | Datei hochladen | Kapelle Grasse HERIS-ID: 75849 Objekt-ID: 89356 TKK: 23943                                      | bei Grasse 231 Standort KG: Kaunertal                   | Kapelle im Weiler Grasse aus 1867 mit Glockengiebel und flachrundem Schluss. Barocke Figur Christus im Kerker um 1700. | BDA-Hist.: Q38140914 Status: § 2a Stand der BDA-Liste: 2025-06-30 Name: Kapelle Grasse GstNr.: .126 Kapelle Grasse, Kaunertal |
| ja    | Datei hochladen | Totenkapelle Kaltenbrunn HERIS-ID: 75861 Objekt-ID: 89368 TKK: 115624                           | Kaltenbrunn Standort KG: Kaunertal                      | Die ursprünglich 1736 erbaute Kapelle wurde 1900 abgetragen und 2001 südöstlich der Kirche durch einen Neubau von Ekkehard Hörmann auf einem neuen Standort ersetzt. Die neue Kapelle besteht aus einem einjochigen Mauerbau mit schindelgedecktem Satteldach sowie Dachreiter und ist giebelseitig zugänglich. | BDA-Hist.: Q38140983 Status: § 2a Stand der BDA-Liste: 2025-06-30 Name: Totenkapelle Kaltenbrunn GstNr.: 1534 Totenkapelle Kaltenbrunn |
| ja    | Datei hochladen | Friedhof Kaltenbrunn HERIS-ID: 75863 Objekt-ID: 89370 TKK: 115551                               | Kaltenbrunn Standort KG: Kaunertal                      | Der Friedhof wurde 1637 geweiht und befindet sich südlich der Kaltenbrunner Wallfahrtskirche. Am östlichen Ende befindet sich eine Totenkapelle. | BDA-Hist.: Q38140996 Status: § 2a Stand der BDA-Liste: 2025-06-30 Name: Friedhof Kaltenbrunn GstNr.: 56, 1534 Friedhof Kaltenbrunn |
| ja    | Datei hochladen | Wasserkapelle Kaltenbrunn HERIS-ID: 75864 Objekt-ID: 89371 TKK: 115623                          | bei Kaltenbrunn 1 Standort KG: Kaunertal                | 1980 wurde die Kapelle anstelle eines Vorgängerbaus errichtet. Sie besteht aus einem gemauerten Kapellenbildstock, der nach drei Seiten hin durch Rundbögen geöffnet ist und ein Zeltdach aufweist. Im Inneren befindet sich eine Figur des Auferstandenen. | BDA-Hist.: Q38141006 Status: § 2a Stand der BDA-Liste: 2025-06-30 Name: Wasserkapelle Kaltenbrunn GstNr.: .3 |
| ja    | Datei hochladen | Kath. Pfarr- und Wallfahrtskirche Maria Himmelfahrt HERIS-ID: 55628 Objekt-ID: 64362 TKK: 24194 | bei Kaltenbrunn 1 Standort KG: Kaunertal                | Ursprünglich Marienkapelle, mit einer Kirche überbaut: Presbyterium 2. Hälfte 15. Jahrhundert (unter Erzherzog Siegmund), Langhaus (1535–1592) überwölbt die Gnadenkapelle. Innenausstattung und Kapelle barock, 1835 teilweise erneuert, 1976–1982 restauratorisch rebarockisiert: Gewölbemalerei von Franz Laukas um 1720/1730. Hochaltar von Andreas Huter aus 1887. Figuren von Andreas Kölle aus 1720. Im Chor links Pestkreuz aus 1697 von Andreas Thamasch. Zwei Leuchterengel um 1760, Balthasar Horer zugeschrieben, 1976 gestohlen. Kanzel von Balthasar Horer. Orgel von Franz Weber aus 1883, Pfeifen zum Teil von Johann Cronthaler. | BDA-Hist.: Q38066810 Status: § 2a Stand der BDA-Liste: 2025-06-30 Name: Kath. Pfarr- und Wallfahrtskirche Maria Himmelfahrt GstNr.: .1 Wallfahrtskirche Kaltenbrunn                                                                             |
| ja    | Datei hochladen | Widum Kaltenbrunn HERIS-ID: 55629 Objekt-ID: 64363 TKK: 24192                                   | Kaltenbrunn 1 Standort KG: Kaunertal                    | Das zweigeschoßige Widum mit Schopfwalmdach gegenüber der Kirche, im Kern aus 16. Jahrhundert, wurde um 1660 von Peter Stiggl erbaut. | BDA-Hist.: Q38066823 Status: § 2a Stand der BDA-Liste: 2025-06-30 Name: Widum Kaltenbrunn GstNr.: .4/1 |
| ja    | Datei hochladen | Gepatschhaus HERIS-ID: 111542 TKK: 34656seit 2013                                               | Kaunertal 251 Standort KG: Kaunertal                    | 1873 vom Deutschen Alpenverein erbaute Alpenvereinshütte, Erweiterungen erfolgten 1892, 1911 und 1958, 2005 wurde sie renoviert. Anmerkung: Bis 2022 war das Schutzhaus unter dem Sammeleintrag Gepatschhaus und Kapelle Maria Schnee mit angebautem Schlafhaus mitgeschützt. Mit 2023 wurden die beiden Objekte getrennt und stehen nach wie vor unter Denkmalschutz. | BDA-Hist.: Q119241572 Status: Bescheid Stand der BDA-Liste: 2025-06-30 Name: Schutzhaus/-hütte, Gepatschhaus GstNr.: 1451/3 Gepatschhaus |
| ja BW | Datei hochladen | Kapelle Maria Schnee mit angebautem Schlafhaus HERIS-ID: 75847 TKK: 23949seit 2013              | bei Kaunertal 251 Standort KG: Kaunertal                | Die direkt neben dem Gepatschhaus erbaute Kapelle Maria Schnee wurde 1895 eingeweiht. Als Kuriosum ist an die Kapelle ein Schlafraum angebaut. Anmerkung: Bis 2022 war die Kapelle unter dem Sammeleintrag Gepatschhaus und Kapelle Maria Schnee mit angebautem Schlafhaus mitgeschützt. Mit 2023 wurden die beiden Objekte getrennt und stehen nach wie vor unter Denkmalschutz. | BDA-Hist.: Q119241357 Status: Bescheid Stand der BDA-Liste: 2025-06-30 Name: Kapelle Maria Schnee mit angebautem Schlafhaus GstNr.: .170 Kapelle Maria Schnee, Gepatschhaus                                                                     |
| ja    | Datei hochladen | Bauernhofanlage Ögghöfe HERIS-ID: 112732 Objekt-ID: 130945 TKK: 24217, 38867, 24213, …seit 2017 | Ögg 221 Standort KG: Kaunertal                          | Die drei ehemaligen Paarhöfe wurden 1562 erstmals urkundlich erwähnt. Sie liegen lawinen- und murensicher auf einer natürlichen Hangkante auf 1444 m ü. A. und bestehen aus drei eng aneinander gebauten Wohnhäusern und den freistehenden Wirtschaftsgebäuden nördlich bzw. nordwestlich davon. Die zweigeschoßigen Wohnhäuser stammen großteils aus dem 18. Jahrhundert. Sie sind in Mischbauweise mit Fundamenten und teilweise Erdgeschoßen aus Bruchsteinmauerwerk und Obergeschoßen in Blockbauweise errichtet und weisen ein Satteldach und teilweise Bundwerkgiebel auf. Im östlichen Hof hat sich eine Stube von 1839 und die Originalvertäfelung erhalten. Die Wirtschaftsgebäude stammen aus dem 19. Jahrhundert. Sie sind in Mischbauweise aufgeführt und bestehen aus einem gemauerten Stall im Erdgeschoß und einem Obergeschoß in Blockbauweise. Die Höfe werden seit 2016 in Eigeninitiative saniert. | BDA-Hist.: Q37831822 Status: Bescheid Stand der BDA-Liste: 2025-06-30 Name: Bauernhofanlage Ögghöfe GstNr.: .113, .114, .120/2, 973/2, 974, 975, 976, 977, 1529, .118, .119, 973/1, 998, .115, .117/1, .117/2, 957, 966/1, 1011, .120/1 Ögghöfe |
| ja    | Datei hochladen | Kapelle hl. Martin in Vergötschen HERIS-ID: 75856 Objekt-ID: 89363 TKK: 23942                   | bei Vergötschen 50 Standort KG: Kaunertal               | Kleine flachgewölbte Kapelle mit dreiseitigem Schluss und Giebelreiter und Schindeldach um 1653 erbaut. Altar Adam Payr zugeschrieben. Bilder von Franz Laukas. | BDA-Hist.: Q38140960 Status: § 2a Stand der BDA-Liste: 2025-06-30 Name: Kapelle hl. Martin in Vergötschen GstNr.: .33 |
| ja    | Datei hochladen | Brandenburger Haus HERIS-ID: 112361 Objekt-ID: 130504 TKK: 129384seit 2015                      | Kaunertal 254 Brandenburger Haus Standort KG: Kaunertal | Das Brandenburger Haus ist eine Schutzhütte in den Ötztaler Alpen auf einer Höhe von 3277 m ü. A. Geplant und gebaut wurde die Hütte in den Jahren 1905 bis 1909 durch die ehemalige Alpenvereinssektion Mark Brandenburg. Heute gehört das Brandenburger Haus der Sektion Berlin des Deutschen Alpenvereins. | BDA-Hist.: Q897899 Status: Bescheid Stand der BDA-Liste: 2025-06-30 Name: Brandenburger Haus GstNr.: .209 Brandenburger Haus |